# Національний пантеон Венесуели

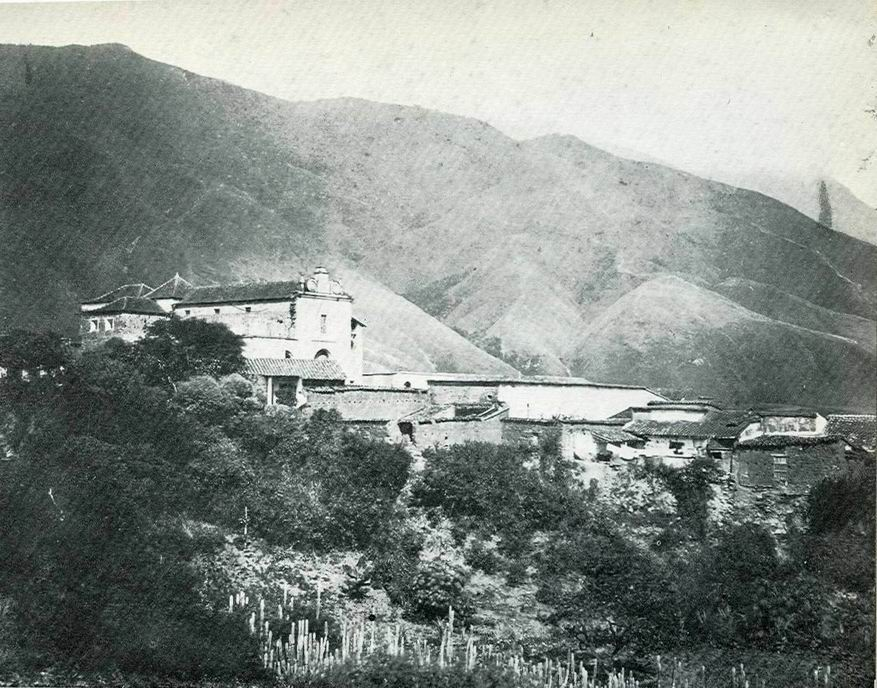
Церква Сантісіма Тринідад, 1874

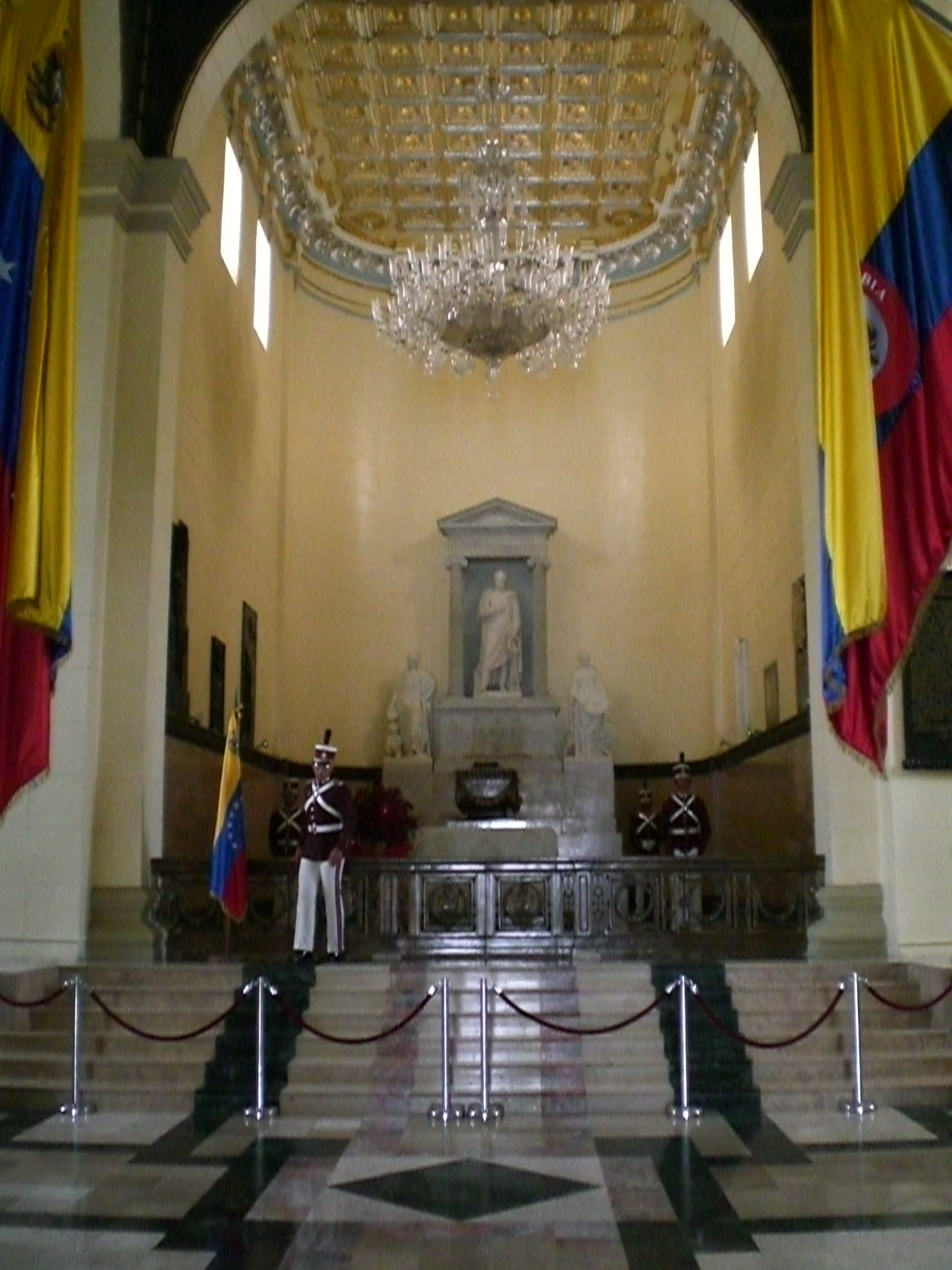
Могила Болівара

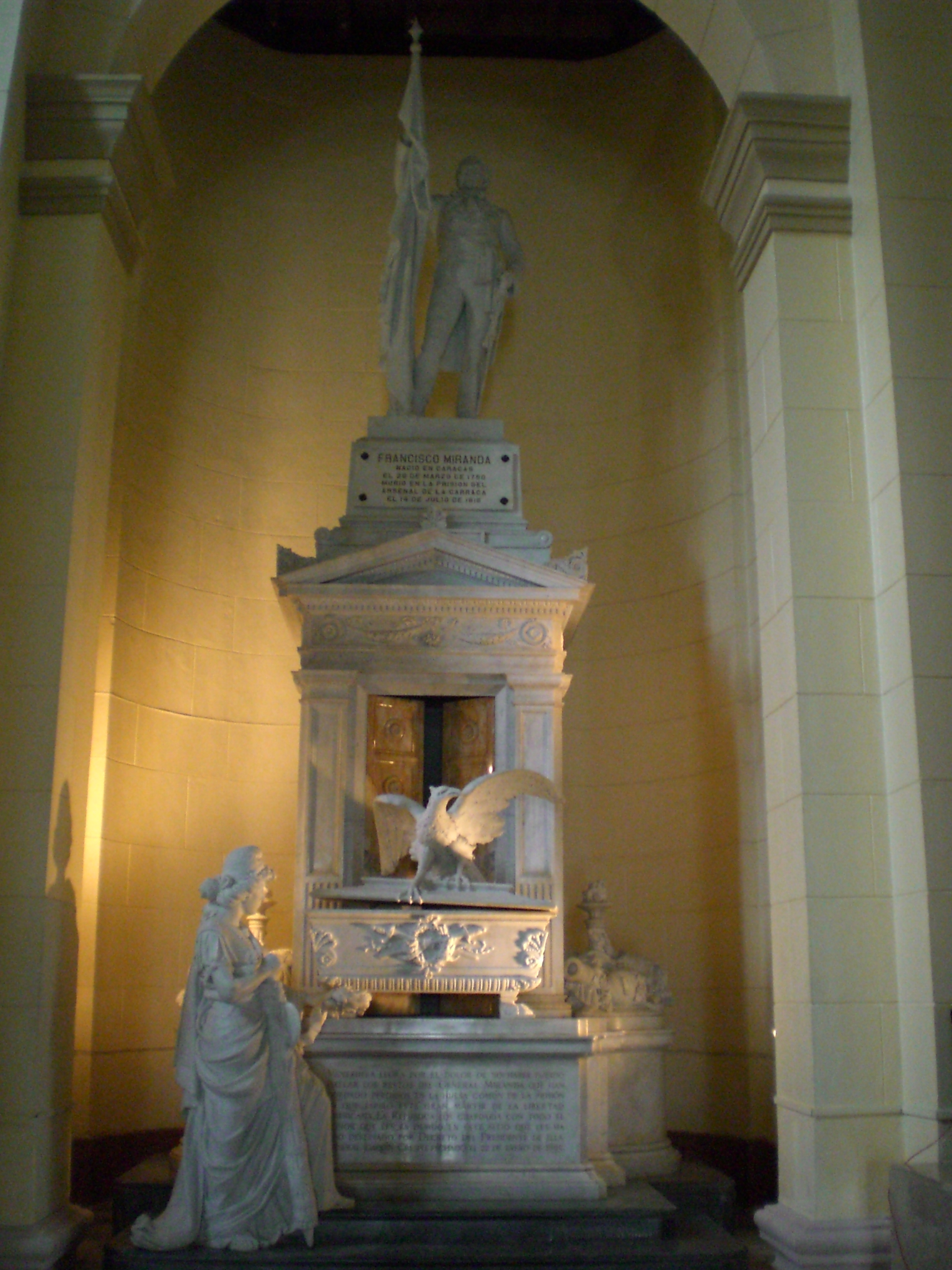
Кенотаф Франсіско де Міранди

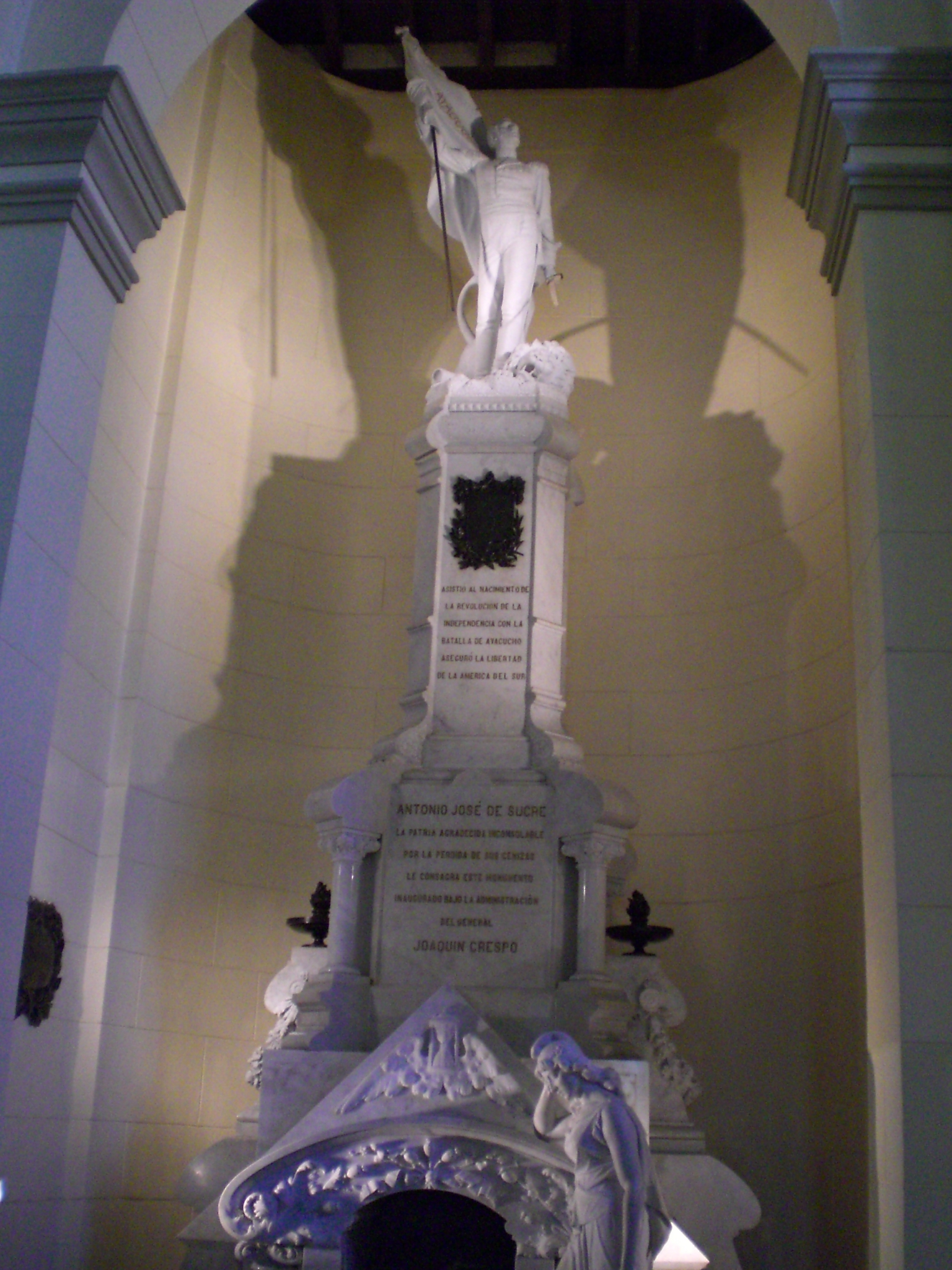
Кенотаф Антоніо Хосе де Сукре

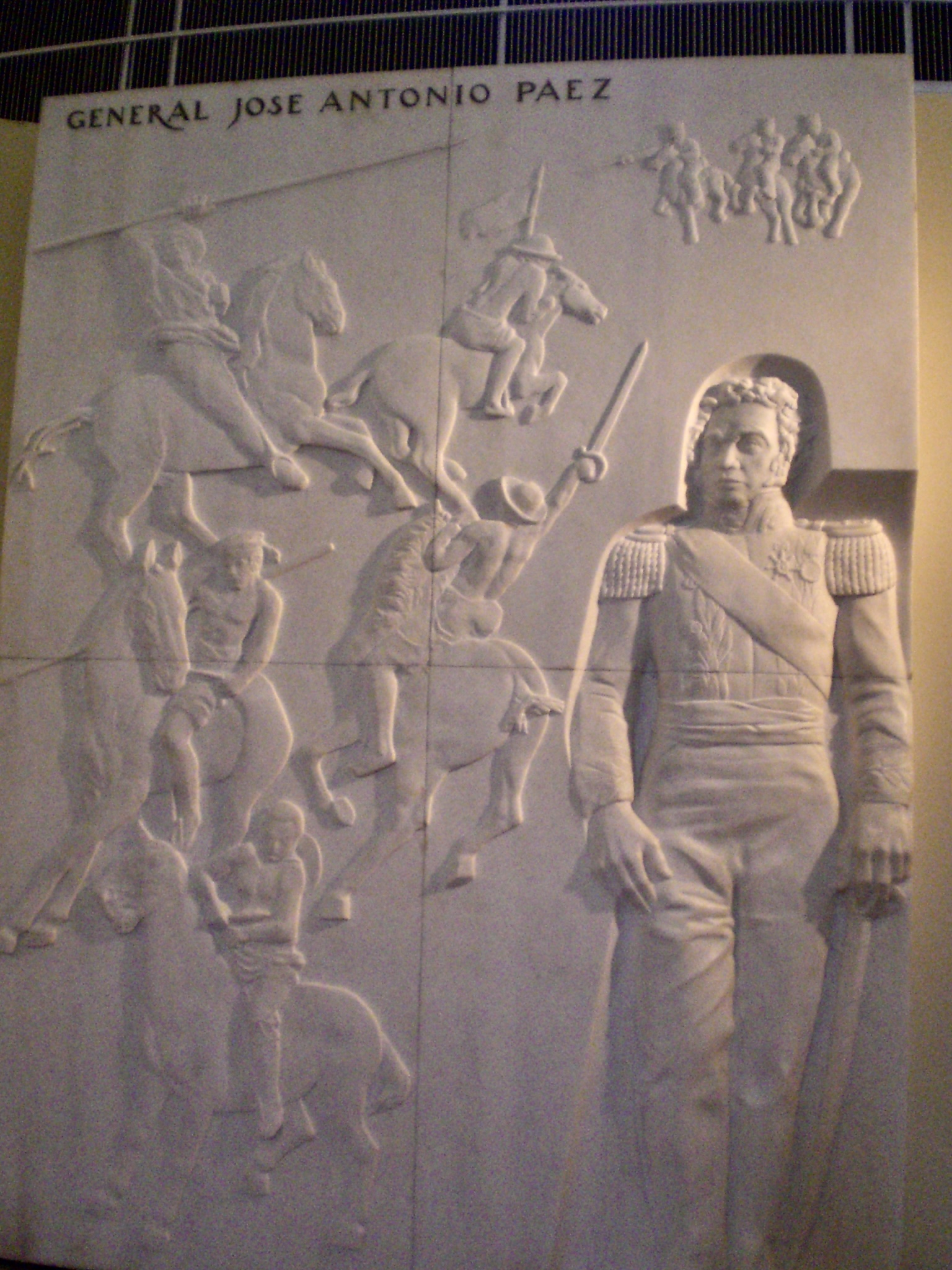
Монумент Хосе Антоніо Паесу

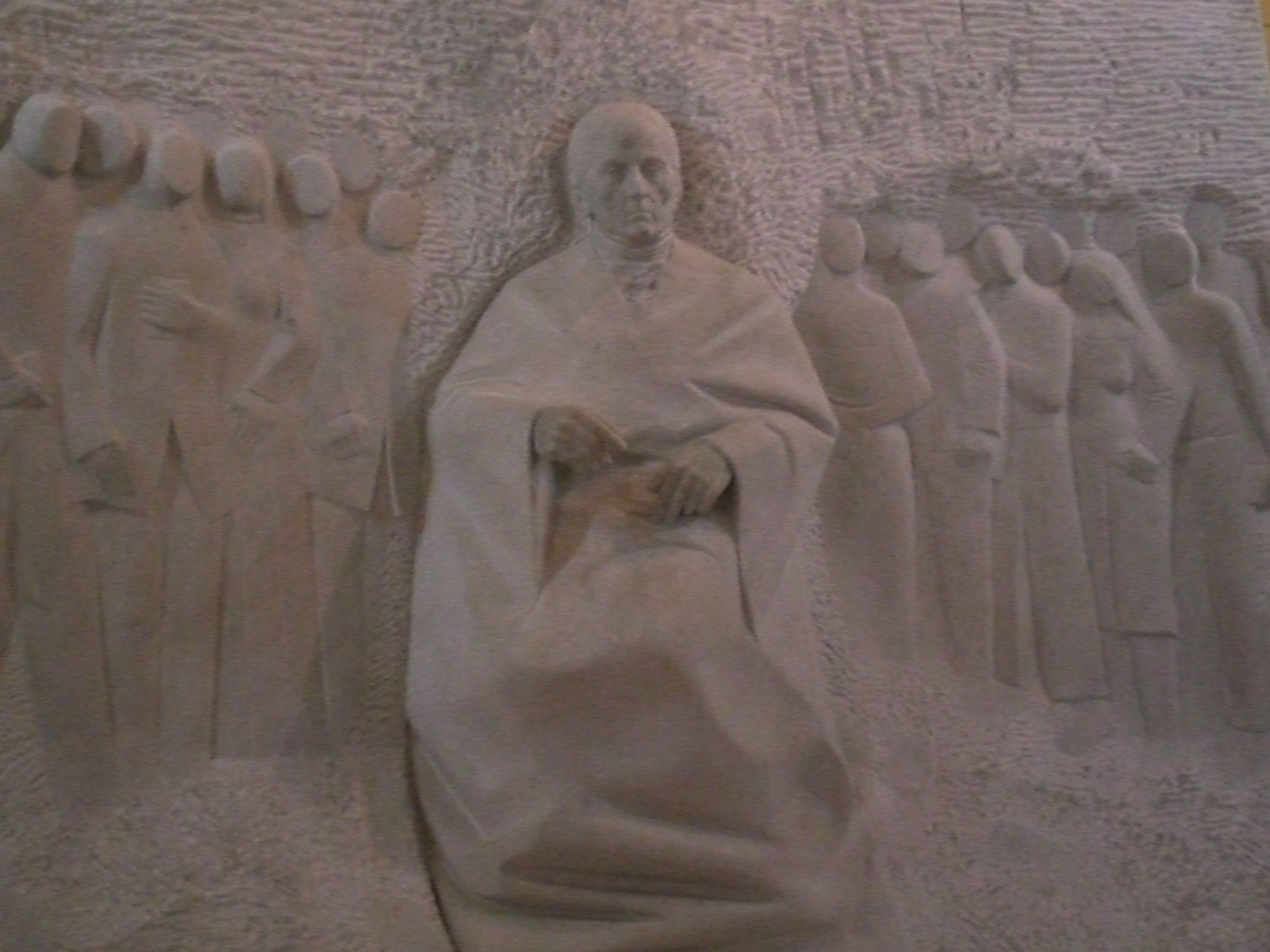
Кенотаф Андреса Бельйо

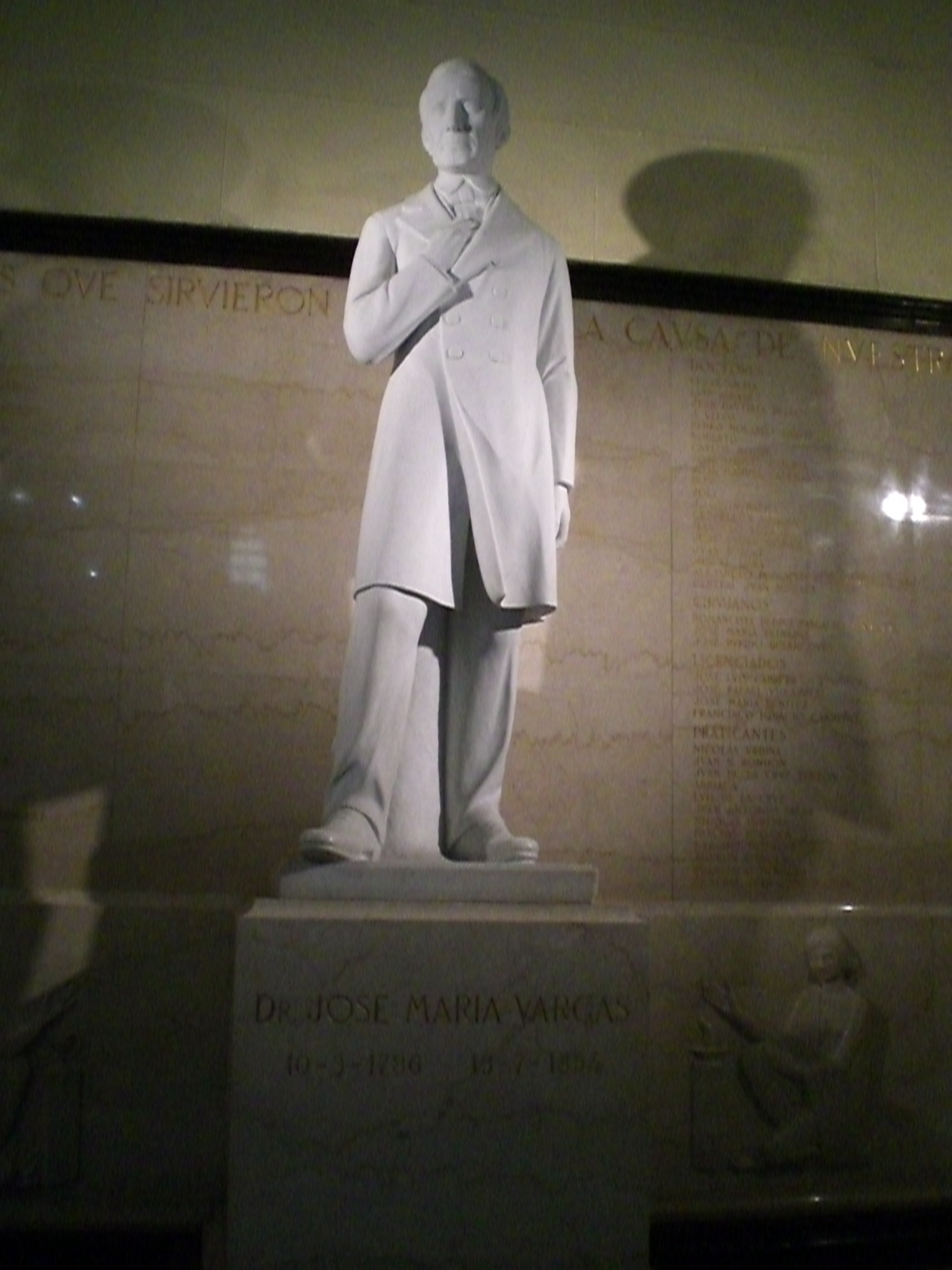
Монумент Хосе Марії Варгасу

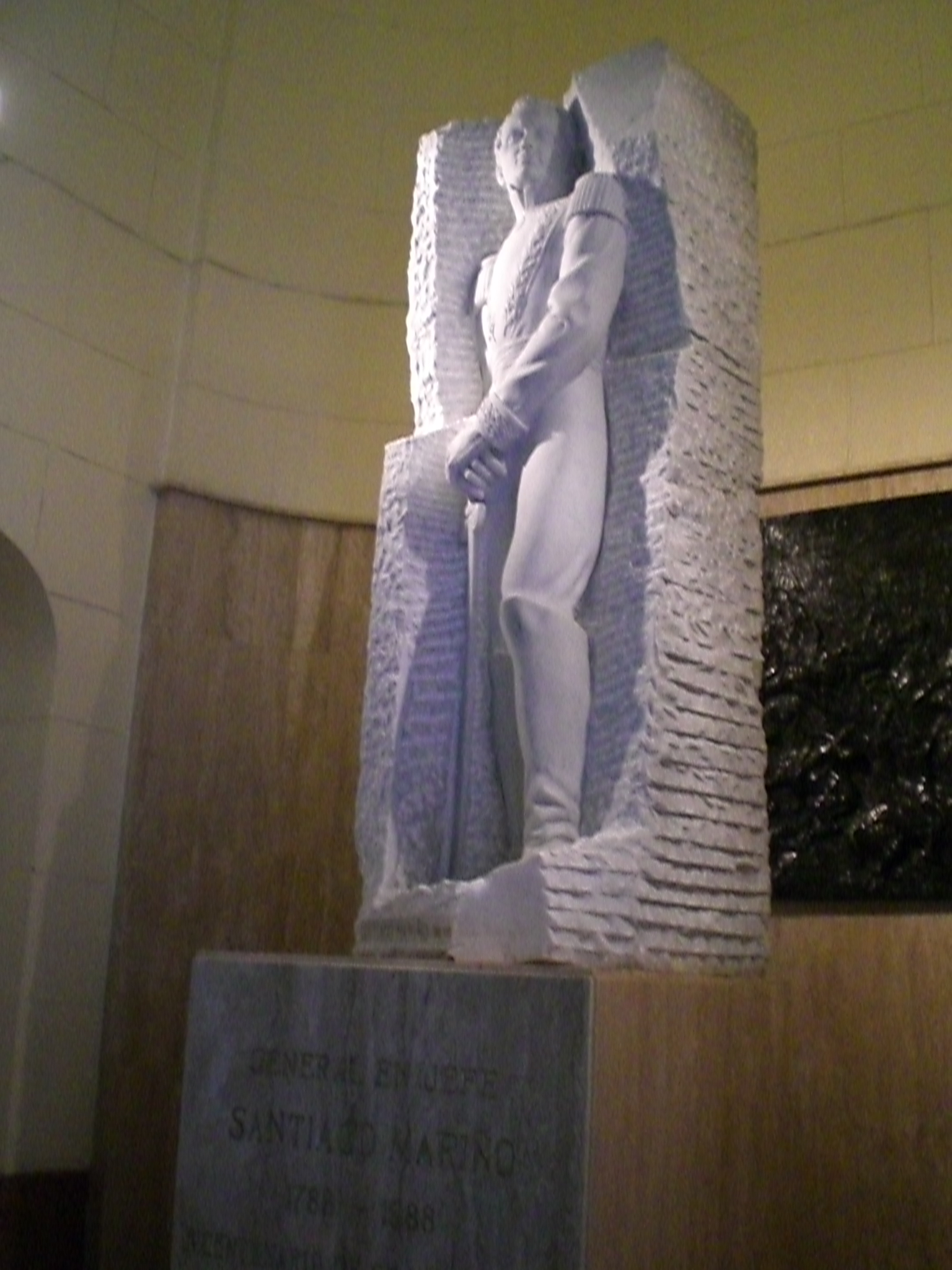
Монумент Сантьяго Маріньйо

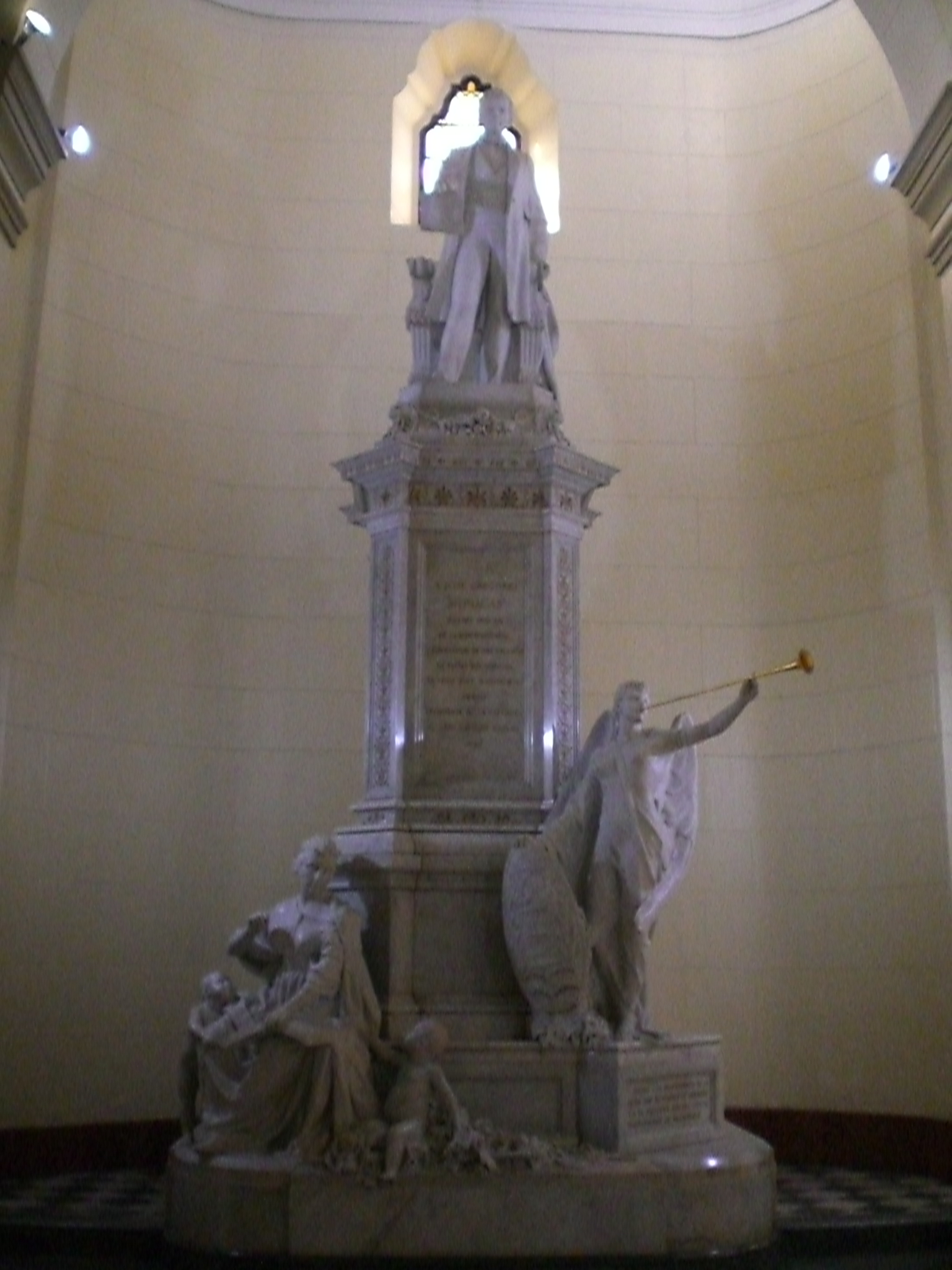
Монумент Хосе Грегоріо Монагасу

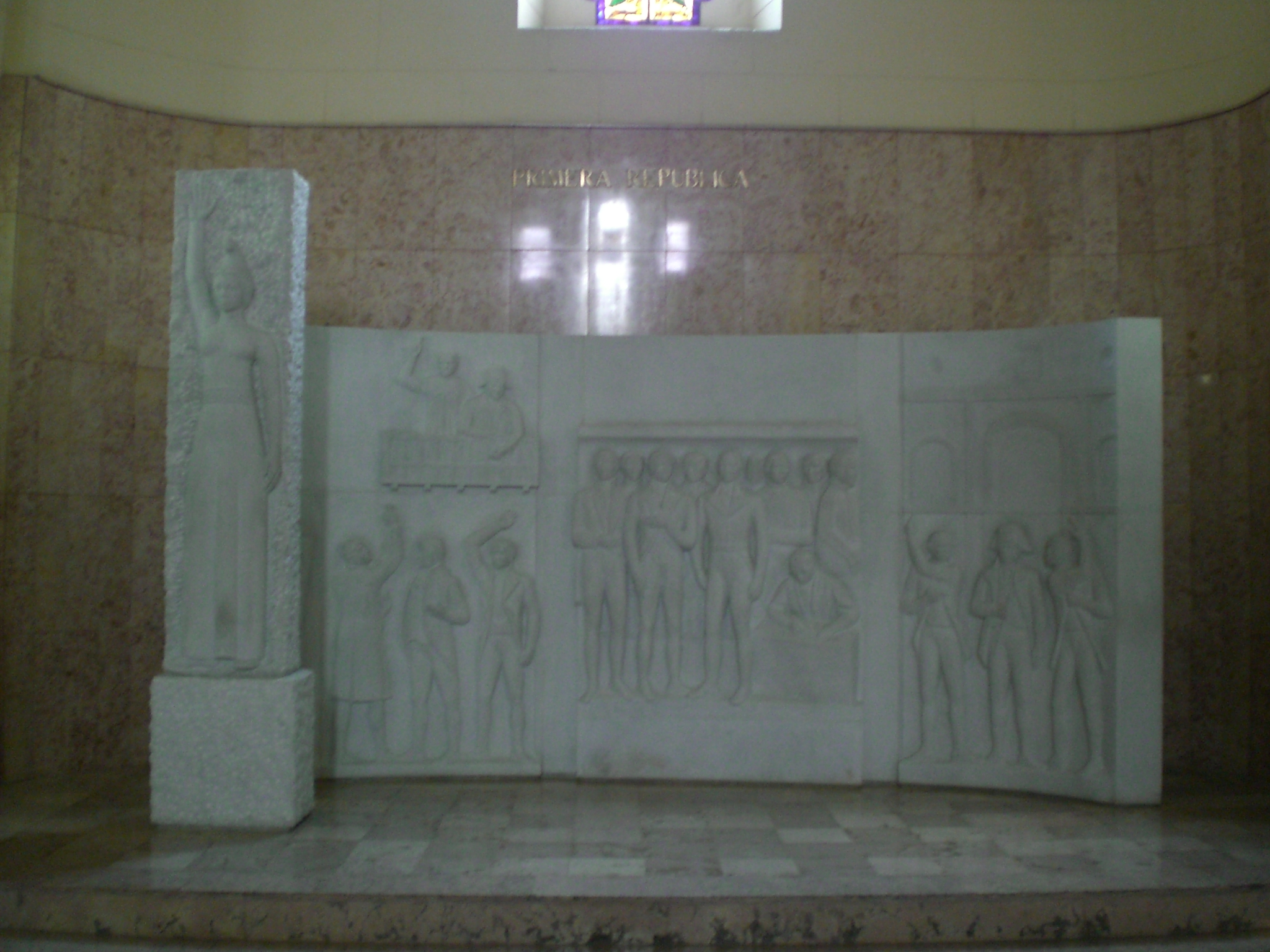
Монумент Першої республіки

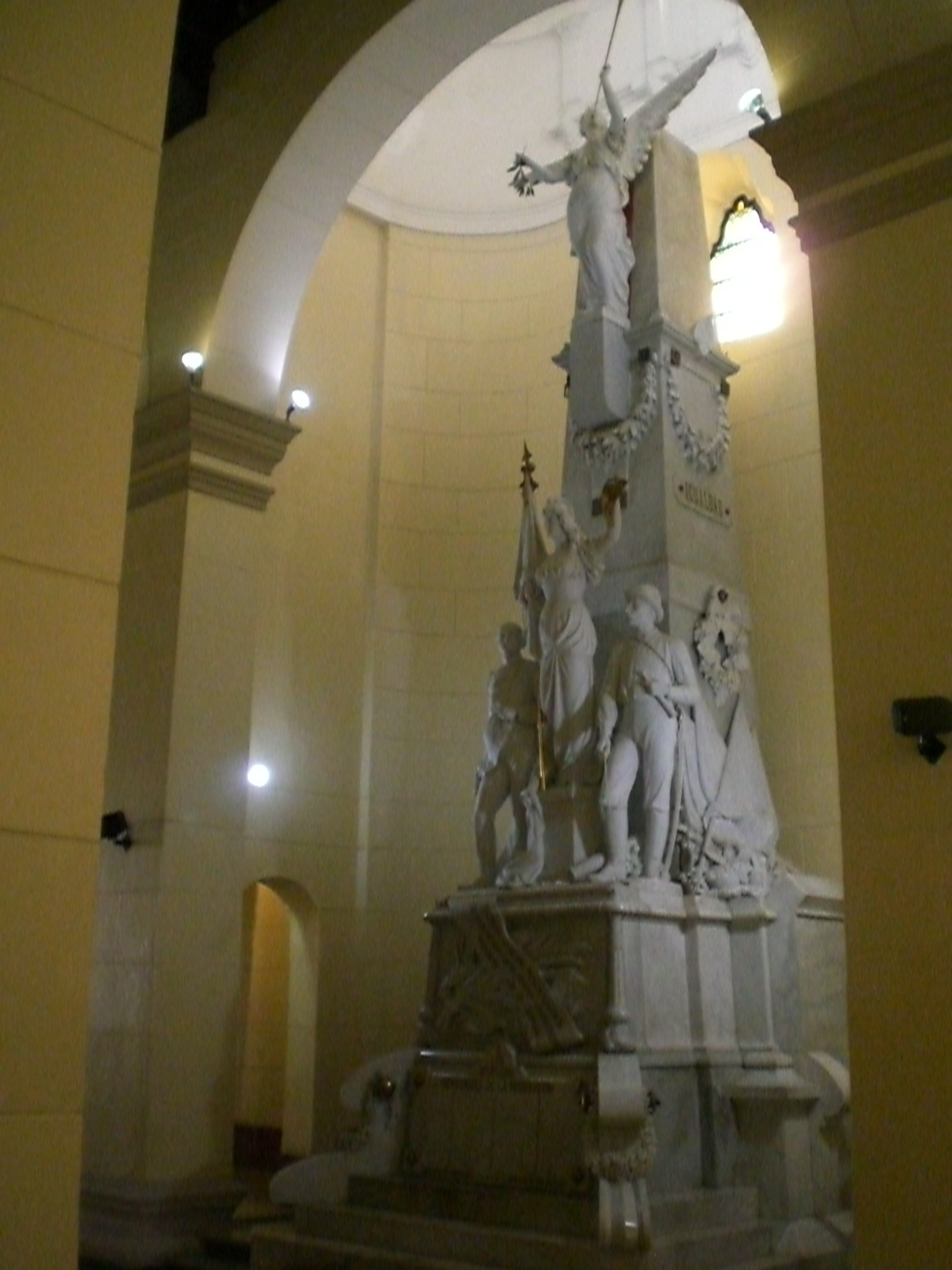
Монумент Федерації

Національний пантеон (за аналогією з грецьким Пантеоном) — будівля у північній частині старого міста столиці Венесуели Каракаса. Спочатку будувався як церква, але тепер використовується як місце поховання знаменитостей. Центральне місце відведено Симону Болівару.

## Список похованих у Пантеоні
- Сесіліо Акоста, письменник, журналіст, поет (5 липня 1937).
- Хосе Анхель де Аламо, лікар, лідер руху за незалежність (9 травня 1876).
- Франсіско де Паула Алькантара. Генерал часів війни за незалежність (6 червня 1876).
- Деметріо Альфаро. Офіцер часів війни за незалежність (28 травня 1876).
- Лісандро Альварадо. Лікар (14 травня 1980).
- Раймундо Андуеса. Правник, військовик та політик, батько президента Раймундо Андуеси Паласіо (2 вересня 1881).
- Франсіско Аранда. Політик (18 травня 1898).
- Хуан Баутіста Арісменді. Офіцер часів війни за незалежність (29 січня 1877).
- Хесус Марія Арістегієта. Військовий та політичний діяч часів війни за незалежність (18 березня 1890).
- Карлос Арвело. Лікар і політик (16 грудня 1942).
- Рафаель Арвело. Журналіст (12 липня 1877).
- Франсіско де Паула Авенданьйо. Офіцер часів війни за незалежність (16 березня 1966).
- Рафаель Марія Баральт. Письменник та історик; посол в Іспанії (23 листопада 1982).
- Хосе Мігель Барсело. Військовик часів федералістської війни (14 травня 1878).
- Педро Барсенас. Лікар та офіцер часів війни за незалежність (5 листопада 1877).
- Віктор Баррет де Назаріс. Військовий та політичний діяч часів федералістської війни (25 серпня 1896).
- Ренато Белуче. Військовий моряк часів війни за незалежність (22 липня 1963).
- Хосе Франсіско Бермудес. Офіцер часів війни за незалежність (24 жовтня 1877).
- Педро Бермудес Кусін. правник, військовик та політик (30 грудня 1875).
- Андрес Елой Бланко. Поет і політик (2 липня 1981).
- Хосе Фелікс Бланко. Священик (3 липня 1896).
- Мануель Бланко. Військовий моряк, соратник Симона Болівара (15 квітня 1876).
- Руфіно Бланко Фомбона. Письменник та політик (23 червня 1975).
- Симон Болівар. Визволитель Болівії, Колумбії, Еквадору, Перу, Панами та Венесуели (28 жовтня 1876).
- Хусто Брісеньйо. Офіцер часів війни за незалежність (21 травня 1876).
- Маріо Брісеньйо Ірагоррі. Історик, письменник і дипломат (6 березня 1991).
- Домінго Брісеньйо-і-Брісеньйо. Правник, журналіст і письменник (6 травня 1876).
- Луїс Бріон. Офіцер ВМС Венесуели (10 квітня 1882).
- Блес Брусуал. Військовик, політик та журналіст (16 серпня 1889).
- Мануель Езеккіль Брусуал. Військовик та політик (13 листопада 1872).
- Лоренсо Бустільйос. Офіцер часів війни за незалежність (17 лютого 1877).
- Хосе Марія Варгас. Президент Венесуели (27 квітня 1877).
- Мігель Антоніо Васкес. Офіцер часів війни за незалежність (1920).
- Хосе Хоакін Вероес. Офіцер часів війни за незалежність (16 грудня 1942).
- Ромуло Гальєгос. Президент Венесуели (3 травня 1994).
- Хуан Гарсес. Військовик часів війни за незалежність (26 листопада 1934).
- Хосе Марія Гарсія. Морський офіцер часів війни за незалежність (15 серпня 1896).
- Валентін Гарсія. Офіцер часів війни за незалежність (27 квітня 1961).
- Мігель Гіл. Військовик часів війни за незалежність (5 серпня 1876).
- Франсіско Естебан Гомес. Офіцер часів війни за незалежність (20 серпня 1881).
- Хосе де Хесус Гонсалес. Військовий лідер федералістської війни (22 квітня 1897).
- Томас Грін (24 серпня 1876).
- Хуан Баутіста Гуерра Каррільйо.
- Мануель Марія Гуевара (10 серпня 1877).
- Антоніо Леокадіо Гусман. Політик і журналіст (18 листопада 1884).
- Антоніо Гусман Бланко. Президент Венесуели (1999).
- Мануель Марія Ечеандіа (18 квітня 1876).
- Хосе Рамон Єпес. Офіцер ВМС Венесуели (22 серпня 1949).
- Андрес Ібарра. Офіцер часів війни за незалежність (24 серпня 1875).
- Дієго Ібарра. Офіцер часів війни за незалежність (20 жовтня 1876).
- Франсіско де Ібарра. Священик (9 листопада 1880).
- Хуан Домінго дель Сакраменто Інфанте. Конструктор Пантеону (13 грудня 1780).
- Луїса Касерес де Арісменді. Героїня війни за незалежність (14 серпня 1876).
- Хосефа Венансіо де ла Енкарнасьйон Камехо. Героїня війни за незалежність.
- Франсіско Карабаньйо Апонте. Офіцер часів війни за незалежність (18 травня 1876).
- Тереса Кареньйо. Піаніст і композитор (9 грудня 1977).
- Хосе де ла Крус Каррільйо. Офіцер часів війни за незалежність (15 грудня 1971).
- Карлос Луїс Кастеллі. Офіцер часів війни за незалежність (11 травня 1876).
- Хуан Франсіско дель Кастільйо. Правник, військовик та політик (2 липня 1893).
- Чіпріано Кастро. Президент Венесуели (6 грудня 2002).
- Мануель Каденьйо. Офіцер часів війни за незалежність (16 грудня 1942).
- Ліно де Клементе. Офіцер ВМС Венесуели (21 липня 1961).
- Агостіно Кодацці. Військовик, науковець, географ і картограф (16 грудня 1942).
- Хуан Фермін Колменарес. Військовий та політичний діяч часів федералістської війни (20 серпня 1881).
- Хуан Хосе Конде. Офіцер часів війни за незалежність (19 травня 1876).
- Хосе Марія Дельгадо Корреа (20 травня 1876).
- Томас Ландер. Журналіст, політик. (5 квітня 1884).
- Хосе Пруденсіо Ланс. (21 квітня 1876).
- Хакінто Лара. Офіцер часів війни за незалежність (24 липня 1911).
- Франсіско Ласо Марті. Лікар і поет (27 жовтня 1983).
- Андрес Олімпо Левель. Магістрат, правник, політик і журналіст (28 листопада 1876).
- Франсіско Лінарес Алькантара. Президент Венесуели (4 грудня 1878).
- Енріке Лусон. Офіцер часів війни за незалежність (12 грудня 1877).
- Хосе Томас Мачадо. Офіцер ВМС Венесуели (16 грудня 1942).
- Вісенте Маркано. Інженер, хімік та геолог (10 липня 1991).
- Сантьяго Маріньйо. Офіцер часів війни за незалежність (1 січня 1877).
- Соіло Медрано. Лідер федералістської війни (22 квітня 1897).
- Рамон Ігнасіо Мендес де ла Барта. Священик, правник та політик часів війни за незалежність (16 грудня 1942).
- Артуро Мішелена. Художник (29 липня 1948).
- Гільєрмо Мішелена Саліас. Лікар, професор, письменник (10 листопада 1891).
- Карлос Мінчін. Офіцер часів війни за незалежність (4 червня 1879).
- Хосе Грегоріо Монагас. Президент Венесуели (13 листопада 1872).
- Хосе Тадео Монагас. Президент Венесуели (17 травня 1877).
- Маріано Монтілья. Офіцер часів війни за незалежність (3 липня 1896).
- Хуан де Діос Монсон. Лікар, військовик і політик (20 квітня 1876).
- Хосе Тринідад Моран. Письменник та офіцер часів війни за незалежність (3 грудня 1954).
- Томас Муньйос-і-Айала (14 червня 1892).
- Педро Наварро Болет (29 січня 1878).
- Карлос Нуньєс. Член руху опору часів війни за незалежність (17 лютого 1877).
- Даніель Флоренсіо О'Лірі. Ірландський офіцер часів війни за незалежність (10 квітня 1882).
- Мануель Ерман Охеда Муньїс (20 грудня 1875).
- Хосе Мануель Оліварес. Офіцер часів війни за незалежність (14 травня 1876).
- Хосе Антоніо Паес. Президент Венесуели (19 квітня 1888).
- Мігель Паласіо Фахардо. Лікар та правник. Офіцер часів війни за незалежність (1876).
- Хуан Антоніо Паредес Ангуло. Офіцер часів війни за незалежність (16 вересня 1960).
- Франсіско Вісенте Парехо. Офіцер часів війни за незалежність (18 травня 1876).
- Тереса де ла Парра. Письменниця (7 листопада 1989).
- Хесус Марія Пауль (11 лютого 1877).
- Мігель Пенья. Правник і політик (24 липня 1911).
- Фернандо Пеньяльвер. Співавтор Декларації незалежності (3 липня 1896).
- Хуан Антоніо Перс Бональде. Поет (14 лютого 1946).
- Габріель Пікон Гонсалес. Офіцер часів війни за незалежність (23 червня 1975).
- Худас Тадео Піньяньйо. Офіцер часів війни за незалежність (16 грудня 1942).
- Симон Планас. Політик (26 серпня 1877).
- Хосе Ігнасіо Пулідо дель Пумар. Офіцер часів війни за незалежність (15 січня 1881).
- Хосе Луїс Рамос. Письменник і політичний діяч (16 серпня 1889).
- Рафаель Рангель. Науковець-натураліст (20 серпня 1977).
- Луїс Расетті. Хірург (23 червня 1982).
- Хосе Рафаель Ревенга. Правник (22 грудня 1969).
- Педро Родрігес (12 грудня 1879).
- Симон Родрігес. Учитель Болівара (28 лютого 1954).
- Франсіско Родрігес дель Торо. Офіцер часів війни за незалежність (9 травня 1851)
- Донато Родрігес Силва. Військовий та політичний діяч часів федералістської війни (22 квітня 1897).
- Аристідес Рохас. Натураліст (22 вересня 1983).
- Крістобаль Рохас, художник (27 грудня 1958).
- Педро Мануель Рохас Меркадо. Військовий лідер федералістської війни (10 серпня 1876).
- Хуан Хосе Рондон. Офіцер часів війни за незалежність (25 серпня 1896).
- Бартоломе Салом. Офіцер часів війни за незалежність (5 липня 1909).
- Езеккіль Самора. Військовий лідер федералістської війни (13 листопада 1872)
- Мігель Саррага. Офіцер часів війни за незалежність (10 травня 1876).
- Томас Хосе Санабріа-і-Мелеан. Правник та політик (1 січня 1896).
- Луїс Санохо. Правник та політик (22 червня 1978).
- Хосе Лауренсіо Сілва. Офіцер часів війни за незалежність (16 грудня 1942).
- Хуан Антоніо Сотільйо. Офіцер часів війни за незалежність (9 січня 1878).
- Карлос Сублетте. Президент Венесуели (7 лютого 1970).
- Фермін Торо. Політик, письменник і дипломат (23 квітня 1876).
- Педро Леон Торрес. Офіцер часів війни за незалежність (16 серпня 1889).
- Мартін Товар-і-Товар. Художник (22 вересня 1983).
- Хосе Вісенте де Унда. Священик (16 грудня 1942).
- Дієго Баутіста Урбанеха. Правник і військовик (22 жовтня 1876).
- Адольфо Урданета. Син Рафаеля Урданети (24 листопада 1876)
- Рафаель Урданета. Офіцер часів війни за незалежність (16 травня 1876).
- Венсеслао Уррутіа. Правник і політик (20 квітня 1876).
- Хуан Услар. Військовик часів війни за незалежність (16 грудня 1942).
- Франсіско Уртадо (26 травня 1876).
- Хуан Крісостомо Фалькон. Президент Венесуели (1 травня 1874).
- Леон де Фебрес Кордеро. Офіцер часів війни за незалежність (16 грудня 1942).
- Кармело Фернандес. Офіцер часів війни за незалежність (18 серпня 1983).
- Фернандо Фігуейредо. Офіцер часів війни за незалежність (29 червня 1937).
- Алехо Фортік. Політик і дипломат (30 квітня 1876).
- Томас де Херес. Офіцер часів війни за незалежність (16 грудня 1942).
- Франсіско Хав'єр Янес (1876).

Далі подано список осіб, які не поховані в Пантеоні, оскільки їхні рештки не було знайдено. Проте у статуті Пантеону задекларовано, що вони мають бути поховані там:
- Франсіско де Міранда
- Хосефа Камехо. Героїня війни за незалежність
- Гуайкайпуро. Вождь індіанців* (9 грудня 2001).
- Мануель Піар. Генерал часів війни за незалежність